# Acanthoscurria suina
Acanthoscurria suina är en spindelart som beskrevs av Pocock 1903. Acanthoscurria suina ingår i släktet Acanthoscurria och familjen fågelspindlar. Inga underarter finns listade i Catalogue of Life.